# Joaquín Figueroa Larraín
Joaquín Figueroa Larraín (Santiago, 1863 — 30 de mayo de 1929) abogado y político conservador chileno. 
Sus padres fueron el exdiputado propietario Francisco de Paula Figueroa Araoz y Rosalía Larraín Echeverría. Hermano del senador Javier Angel Figueroa Larraín y del diputado y expresidente de la República, Emiliano Figueroa Larraín. 
Estudió en el Colegio San Ignacio (1872-1880) y en la Facultad de Derecho de la Universidad de Chile, donde juró como abogado el 13 de enero de 1886.
Se estableció en Valparaíso donde se dedicó a su profesión y a operaciones comerciales. 
Por primera vez al Congreso, electo senador por Valparaíso, período 1906-1912, en reemplazo del senador Federico Varela Cortés Monroy, quien falleció en julio de 1908. 
En 1911 se creó el Museo Histórico Nacional, por su iniciativa, y fue su primer director.  
Fue Ministro de Hacienda en 1909, en los finales de la primera etapa del gobierno de Pedro Montt. 

## Actividades Públicas
- Militante del Partido Liberal.

- Diputado por Valparaíso y Casablanca (1900-1903), integrando la comisión permanente de Presupuestos.

- Senador por Valparaíso (1903-1909).

- Vicepresidente de la Junta de Beneficencia de Santiago (1905).

- Ministro de Industria (1907-1908).

- Ministro de Hacienda (1909).

- Ministro de Relaciones Exteriores (1912)

- Senador por Valparaíso (1909-1915).

- Director del Patronato Nacional de la Infancia y del Hospital San Luis (1915).

- Fundador y director del Museo Histórico Nacional (1917).

- Consejero de Ferrocarriles (1920).